# Parmelee
Parmelee é uma Região censo-designada localizada no estado norte-americano de Dakota do Sul, no Condado de Todd.

## Demografia
Segundo o censo norte-americano de 2000, a sua população era de 650 habitantes.

## Geografia
De acordo com o United States Census Bureau tem uma área de
14,9 km², dos quais 14,7 km² cobertos por terra e 0,2 km² cobertos por água. Parmelee localiza-se a aproximadamente 804 m acima do nível do mar.

## Localidades na vizinhança
O diagrama seguinte representa as localidades num raio de 32 km ao redor de Parmelee.